# Centruroides baldazoi
Centruroides baldazoi — вид скорпіонів родини Buthidae. Описаний у 2022 році.

## Поширення
Ендемік Мексики. Поширений у штаті Сіналоа.

## Опис
Самці завдовжки від 41 до 54 мм, а самиці — від 40 до 48 мм.